# ISO 3166-2:PK
ISO 3166-2:PK is een ISO-standaard met betrekking tot de zogenaamde geocodes. Het is een subset van de ISO 3166-2 tabel, die specifiek betrekking heeft op Pakistan.
De gegevens werden tot op 23 november 2017 geüpdatet op het ISO Online Browsing Platform (OBP). Hier worden 2 door Pakistan bestuurde zones - Pakistan administered area (en) / zone administrée par le Pakistan (fr) / Pakistan kay zair-i-intezam ilaqay (ur) –, 1 territorium van de federale hoofdstad - federal capital territory (en) / territoire de la capitale fédérale (fr) / wafāqī dār al ḩikūmat ‘alāqah (ur) –, 4 provincies - province (en) / province (fr) / sūbah (ur) – en 1 territorium - territory (en) / territoire (fr) / ‘alāqah (ur) - gedefinieerd.
Volgens de eerste set, ISO 3166-1, staat PK voor Pakistan, het tweede gedeelte is een tweeletterige code.

## Codes
| Code  | Naam Urdu                           | Naam Engels                         | Categorie                             |
| ----- | ----------------------------------- | ----------------------------------- | ------------------------------------- |
| PK-JK | Āzād Jammūñ o Kashmīr               | Azad Jammu and Kashmir              | door Pakistan bestuurde zone          |
| PK-BA | Balōchistān                         | Balochistan                         | provincie                             |
| PK-GB | Gilgit-Baltistān                    | Gilgit-Baltistan                    | door Pakistan bestuurde zone          |
| PK-IS | Islāmābād                           | Islamabad                           | territorium van de federale hoofdstad |
| PK-KP | Khaībar Pakhtūnkhwā                 | Khyber Pakhtunkhwa                  | provincie                             |
| PK-PB | Panjāb                              | Punjab                              | provincie                             |
| PK-SD | Sindh                               | Sindh                               | provincie                             |
| PK-TA | Federally Administered Tribal Areas | Federally Administered Tribal Areas | territorium                           |